# Радзімув
Радзімув (пол. Radzimów, нім. Bellmannsdorf) — село в Польщі, у гміні Сулікув Зґожелецького повіту Нижньосілезького воєводства.
Населення — 792 особи (2011).
У 1975-1998 роках село належало до Єленьоґурського воєводства.

## Демографія
Демографічна структура станом на 31 березня 2011 року:
|          | Загалом | Допрацездатний вік | Працездатний вік | Постпрацездатний вік |
| -------- | ------- | ------------------ | ---------------- | -------------------- |
| Чоловіки | 407     | 93                 | 284              | 30                   |
| Жінки    | 385     | 87                 | 231              | 67                   |
| Разом    | 792     | 180                | 515              | 97                   |

## Галерея

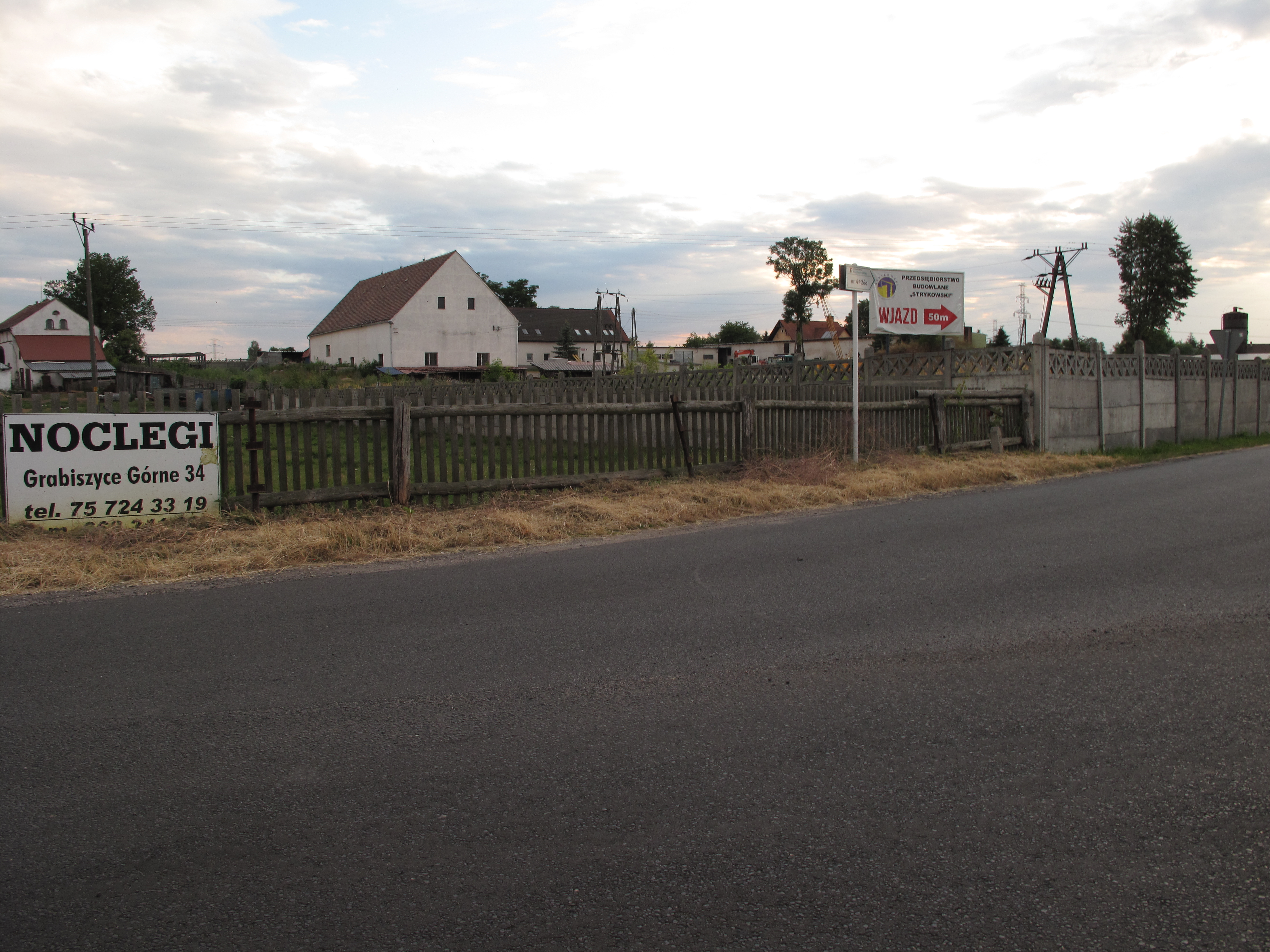
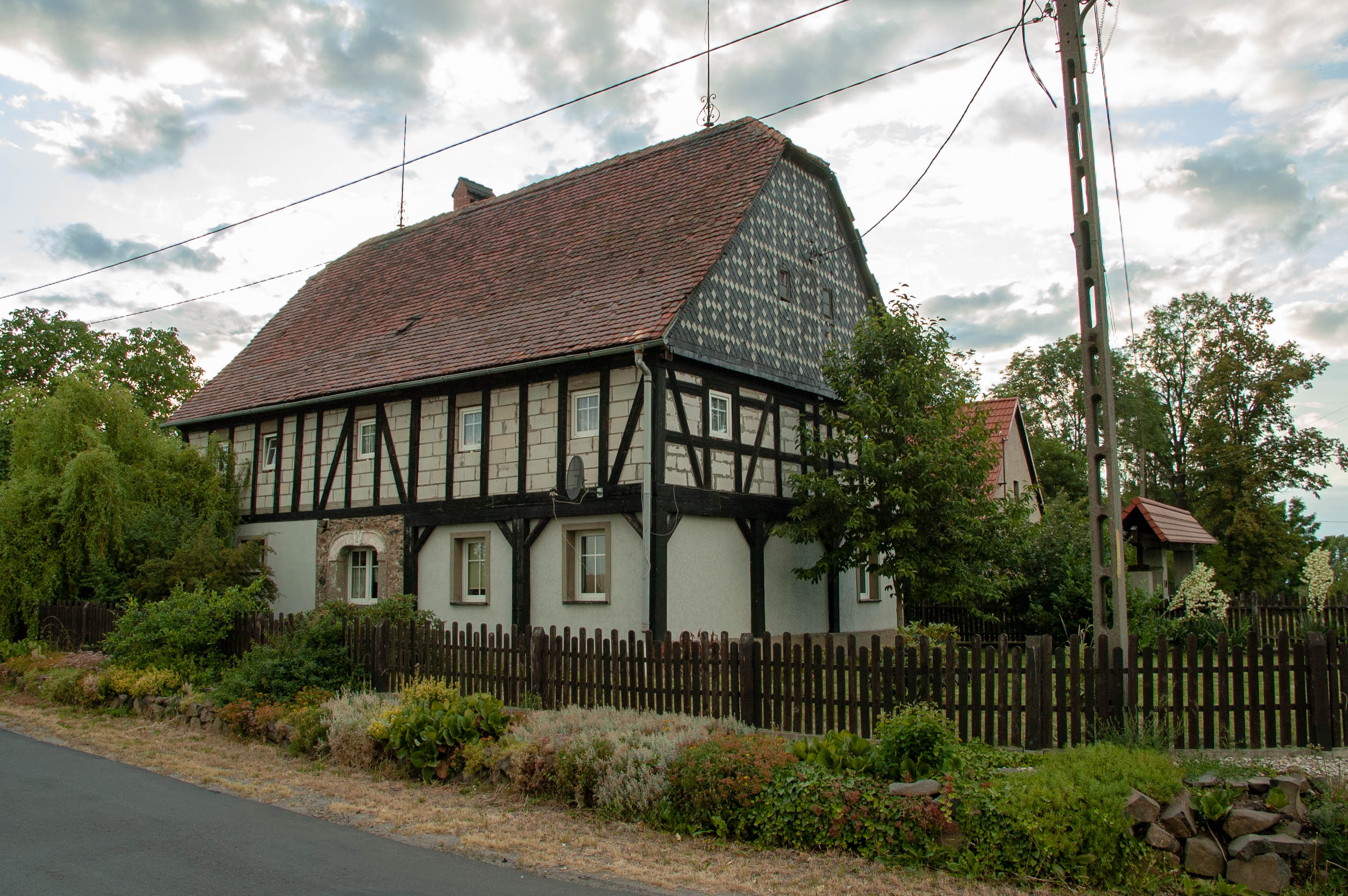
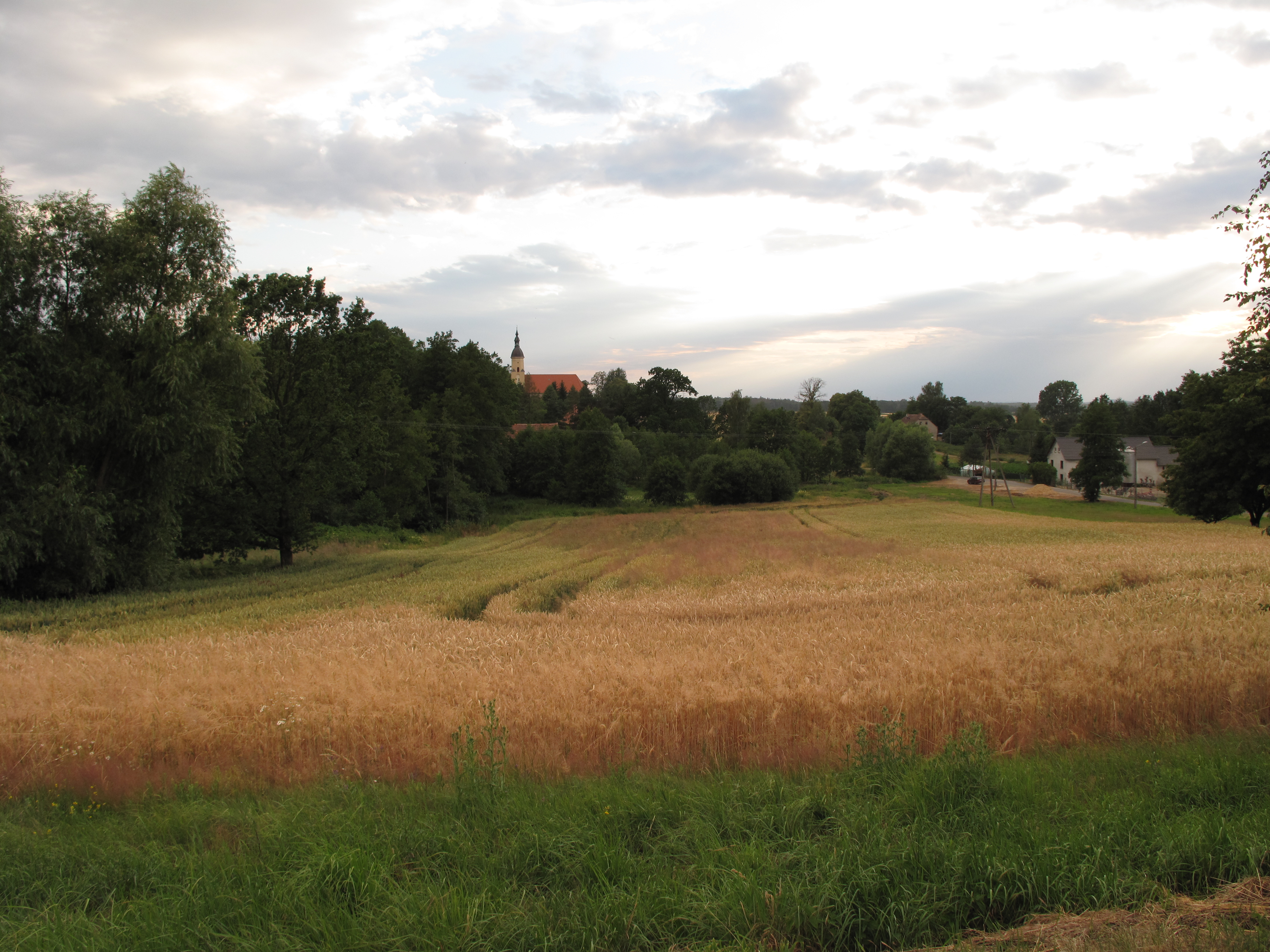
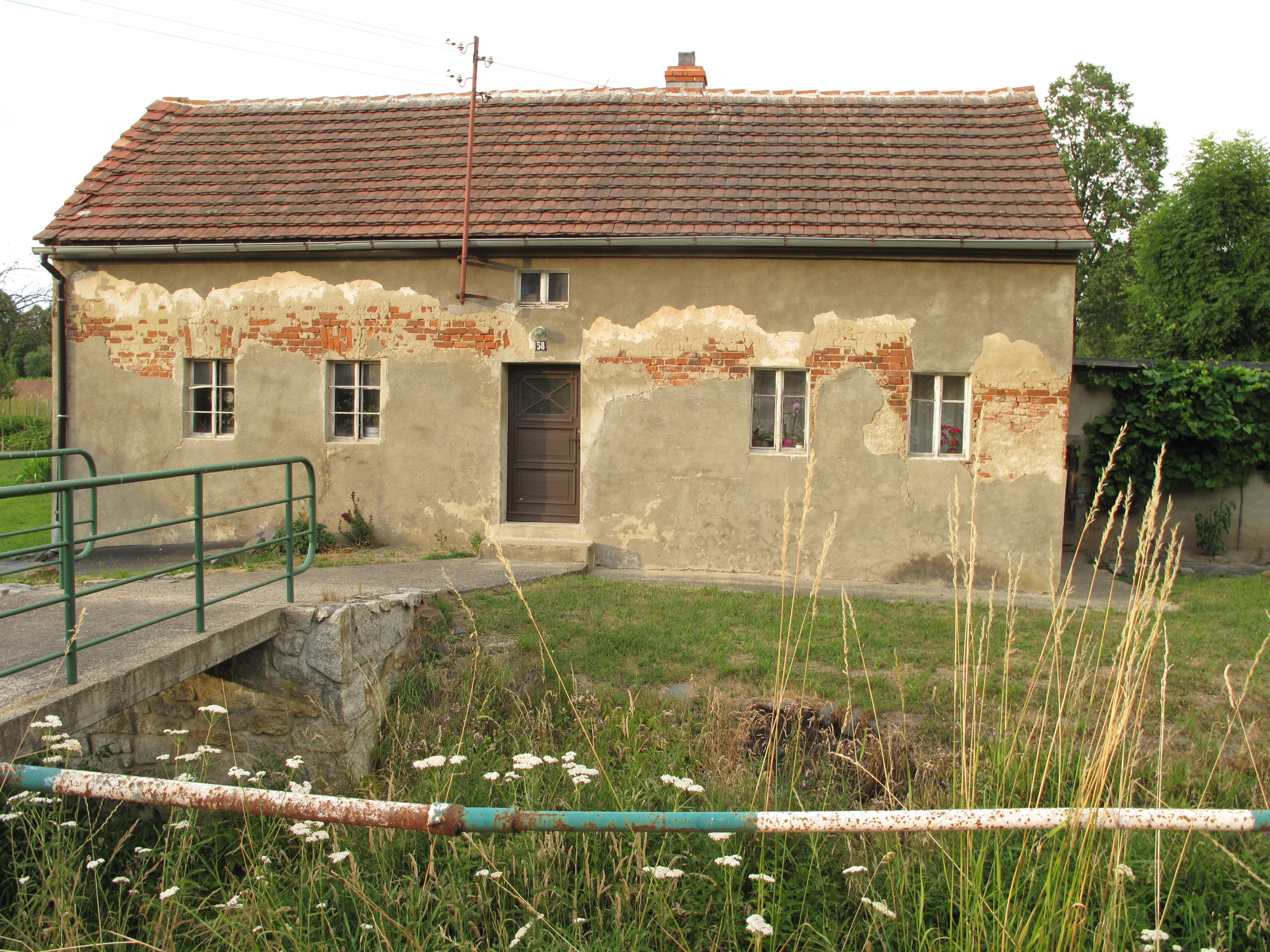